# Рожанци
Рожанци је насеље у општини Барајево у Граду Београду. Према попису из 2022. било је 397 становника.

## Историја
Судећи по ископинама које се налазиле у атару овога села, као и по старом гробљу које зову „маџарским“, Рожанци су старије насеље. Прве писане помене о њему имамо из почетка 18.века. На карти из доба аустријске владавине (1718.-1739.г) ово је село забележено под именом Roschanize. У арачким списковима из првих десетина 19.века, у Станковићевој кнежини се помиње село Рожанци, које је 1818.г. имало 27, а 1822.г. 30 кућа. Године 1846. Рожанци су припадали посавском срезу и тада је село имало 43 куће. 

Најстарије су породице у селу: Јевтићи, Танасијевићи (Поповићи),Мијаиловићи ,Милошевићи, Радојчићи (са разним презименима) Николићи (Ниџићи) Гајићи (Марјановићи) и Илићи. Остале су породице млађи досељеници: Томићи, Павловићи, Пауновићи, Ивковићи, Петровићи и Милошевићи, који су у Рожанице дошли из села у околини Смедерева. (подаци крајем 1921. године).

## Демографија
У насељу Рожанци живи 418 пунолетних становника, а просечна старост становништва износи 42,4 година (42,8 код мушкараца и 42,0 код жена). У насељу има 171 домаћинство, а просечан број чланова по домаћинству је 3,06.
Ово насеље је у великим делом насељено Србима (према попису из 2002. године), а у последња три пописа, примећен је пад у броју становника.
|  |

| Демографија | Демографија | Демографија |
| Година      | Становника  | Становника  |
| ----------- | ----------- | ----------- |
| 1948.       | 760         |             |
| 1953.       | 801         |             |
| 1961.       | 708         |             |
| 1971.       | 634         |             |
| 1981.       | 637         |             |
| 1991.       | 625         | 607         |
| 2002.       | 523         | 549         |
| 2011.       | 467         |             |

| Етнички састав према попису из 2002.‍ | Етнички састав према попису из 2002.‍ | Етнички састав према попису из 2002.‍ | Етнички састав према попису из 2002.‍ | Етнички састав према попису из 2002.‍ |
| ------------------------------------ | ------------------------------------ | ------------------------------------ | ------------------------------------ | ------------------------------------ |
|                                      |                                      |                                      |                                      |                                      |
| Срби                                 | Срби                                 |                                      | 513                                  | 98,08%                               |
| Црногорци                            | Црногорци                            |                                      | 2                                    | 0,38%                                |
| Мађари                               | Мађари                               |                                      | 2                                    | 0,38%                                |
| Југословени                          | Југословени                          |                                      | 2                                    | 0,38%                                |
| Македонци                            | Македонци                            |                                      | 1                                    | 0,19%                                |
| непознато                            | непознато                            |                                      | 3                                    | 0,57%                                |

| Година пописа     | 1948. | 1953. | 1961. | 1971. | 1981. | 1991. | 2002. |
| ----------------- | ----- | ----- | ----- | ----- | ----- | ----- | ----- |
| Број домаћинстава | 157   | 171   | 189   | 194   | 188   | 188   | 171   |

| Број чланова      | 1  | 2  | 3  | 4  | 5  | 6  | 7 | 8 | 9 | 10 и више | Просек |
| ----------------- | -- | -- | -- | -- | -- | -- | - | - | - | --------- | ------ |
| Број домаћинстава | 41 | 38 | 29 | 28 | 11 | 18 | 5 | 0 | 1 | 0         | 3,06   |

| Пол    | Укупно | Неожењен/Неудата | Ожењен/Удата | Удовац/Удовица | Разведен/Разведена | Непознато |
| ------ | ------ | ---------------- | ------------ | -------------- | ------------------ | --------- |
| Мушки  | 222    | 59               | 139          | 19             | 5                  | 0         |
| Женски | 215    | 37               | 133          | 40             | 5                  | 0         |
| УКУПНО | 437    | 96               | 272          | 59             | 10                 | 0         |

| Пол    | Укупно                    | Пољопривреда, лов и шумарство | Рибарство                            | Вађење руде и камена | Прерађивачка индустрија       |
| ------ | ------------------------- | ----------------------------- | ------------------------------------ | -------------------- | ----------------------------- |
| Мушки  | 149                       | 77                            | 0                                    | 14                   | 26                            |
| Женски | 91                        | 47                            | 0                                    | 0                    | 14                            |
| УКУПНО | 240                       | 124                           | 0                                    | 14                   | 40                            |
| Пол    | Производња и снабдевање   | Грађевинарство                | Трговина                             | Хотели и ресторани   | Саобраћај, складиштење и везе |
| Мушки  | 5                         | 3                             | 5                                    | 2                    | 14                            |
| Женски | 0                         | 1                             | 11                                   | 1                    | 1                             |
| УКУПНО | 5                         | 4                             | 16                                   | 3                    | 15                            |
| Пол    | Финансијско посредовање   | Некретнине                    | Државна управа и одбрана             | Образовање           | Здравствени и социјални рад   |
| Мушки  | 0                         | 0                             | 1                                    | 1                    | 1                             |
| Женски | 2                         | 1                             | 1                                    | 4                    | 7                             |
| УКУПНО | 2                         | 1                             | 2                                    | 5                    | 8                             |
| Пол    | Остале услужне активности | Приватна домаћинства          | Екстериторијалне организације и тела | Непознато            | Непознато                     |
| Мушки  | 0                         | 0                             | 0                                    | 0                    | 0                             |
| Женски | 1                         | 0                             | 0                                    | 0                    | 0                             |
| УКУПНО | 1                         | 0                             | 0                                    | 0                    | 0                             |

### Коришћена Литература
- Извор Монографија Подунавске области 1812-1927. објављено (1927 г.)„Напредак Панчево,,
- „Летопис“: Подунавска места и обичаји M. Марина (Беч 1999 г.). Летопис период 1812 – 2009 г. Саставио од Писаних трагова, Летописа, по предању места у Јужној Србији, места и обичаји настанак села ко су били Досељеници чиме се бавили мештани
- Напомена

У уводном делу аутор је дао кратак историјски преглед овог подручја од праисторијских времена до стварање државе Краљевине Срба, Хрвата и Словенаца. Највећи прилог у овом делу чине ,»Летописи« и трудио се да не пропусти ниједну важну чињеницу у прошлости описиваних места.